# Brdce (Hrastnik)
Brdce jsou vesnice, jedno z 19 sídel, která tvoří občinu Hrastnik v Zasávském regionu ve Slovinsku. Ve vesnici žilo v roce 2015 celkem 319 obyvatel.

## Poloha, popis
Vesnice se rozkládá na ploše 1,72 km² a leží při východním okraji území občiny. Nadmořská výška je okolo 350–500 m. Od města Hrastnik, správního centra občiny, jsou Brdce vzdáleny necelých 6 km. Vesnicí prochází silnice číslo 221.

## Sousední vesnice
Brdce sousedí s těmito vesnicemi: Brezno na severu a Belovo na východě – obě z občiny Laško. Dále pak s Turje na jihu, Marno na západě a Unično na severozápadě, jež všechny patří do občiny Hrastnik.